# Потеряшки и тайна волшебной пирамиды
Потеряшки и тайна волшебной пирамиды (итал. Trash - La leggenda della piramide magica) — итальянский анимационный фильм 2020 года режиссёров Франческо Дафано и Луки делла Гротта .
Фильм является последней работой Роберто Драгетти, которому он и посвящен.

## Сюжет
Малыш Спарк оказался на свалке — в мире потерянных и ненужных вещей. Но одиночество ему не грозит даже здесь! Довольно быстро он находит друзей по несчастью, с которыми отправляется на поиски волшебной пирамиды — загадочного места, где брошенные вещи могут снова стать нужными.

## Производство
Потеряшки тайна волшебной пирамиды — полностью итальянский цифровой анимационный фильм и первый художественный фильм, созданный кинокомпанией Al One при участии MiBAC .
Фильм участвовал в основном конкурсе на Шанхайском международном кинофестивале (SIFF Animation), на CINEKID 2020, на кинофестивале «Шелковый путь» (Сиань, Китай) и на Римском кинофестивале (Alice nella città).

## Саундтрек
Музыку написал Маттео Буззанка, а одну из песен (Per noi) написал Рафаэль Гуалацци .

## Примечание
1. ↑  Trash, UN FILM DI LUCA DELLA GROTTA E FRANCESCO DAFANO (16 октября 2020). Дата обращения: 8 апреля 2022. Архивировано 24 июня 2022 года.